# Nachts, wenn alles schläft
Nachts, wenn alles schläft ist ein Lied des deutsch-südafrikanischen Schlagersängers Howard Carpendale aus dem Jahr 1979, das auf seinem Studioalbum Mein Weg zu dir erschien.

## Entstehung und Veröffentlichung
Das Lied wurde gemeinsam von Howard Carpendale, Joachim Horn-Bernges und Fred Jay getextet beziehungsweise komponiert. Carpendale zeichnete darüber hinaus auch, zusammen mit Harald Steinhauer und Dieter Weidenfeld, für die Produktion verantwortlich.
Nachts, wenn alles schläft erschien im August 1979 als Single. Diese erschien als 7″-Single mit der B-Seite Wolken im Wind. Im gleichen Jahr erschien das Lied als Teil von Carpendales Studioalbum Mein Weg zu dir. Im September 1980 erschien eine englischsprachige Version mit dem Titel I’ve Got to Go On ebenfalls als Single. Für das Album Symphonie meines Lebens (25. Oktober 2019) nahm Carpendale das Lied neu mit dem Royal Philharmonic Orchestra auf.
In der ZDF-Hitparade wurde Nachts, wenn alles schläft als Neuvorstellung am 8. Oktober 1979 in der 122.-Sendeausgabe präsentiert; in den zwei darauffolgenden Sendungen vom 12. November 1979 und 10. Dezember 1979, wo es Platz 1 belegte, sang Carpendale den Titel erneut.

## Inhalt
Im Liedtext geht um die Sehnsucht zweier Menschen, die auch nachts, wenn alles schläft, ihre Nähe und Zärtlichkeit brauchen.

## Charts und Chartplatzierungen
| ChartsChartplatzierungen | Höchstplatzierung | Wochen/ Monate |
| ------------------------ | ----------------- | -------------- |
| Deutschland (GfK)        | 3 (35 Wo.)        | 35 Wo.         |
| Österreich (Ö3)          | 25 (½ Mt.)        | ½ Mt.          |

| ChartsJahrescharts (1980) | Platzierung |
| ------------------------- | ----------- |
| Deutschland (GfK)         | 63          |

## Coverversionen (Auswahl)
- 1980: Mike Krüger – Nachts steig’ ich beim Nachbarn ein (Album: Der Nippel)[7]
- 2010: Willi Herren – Nachts, wenn alles schläft (solltest du feiern gehen)[8]
- 2019: Kerstin Ott – Wegen dir (Nachts wenn alles schläft) (Album: Ich muss dir was sagen)[9]
- 2019: Oliver Petszokat (Album: Alles Gute!)[10]